# Glen Coe

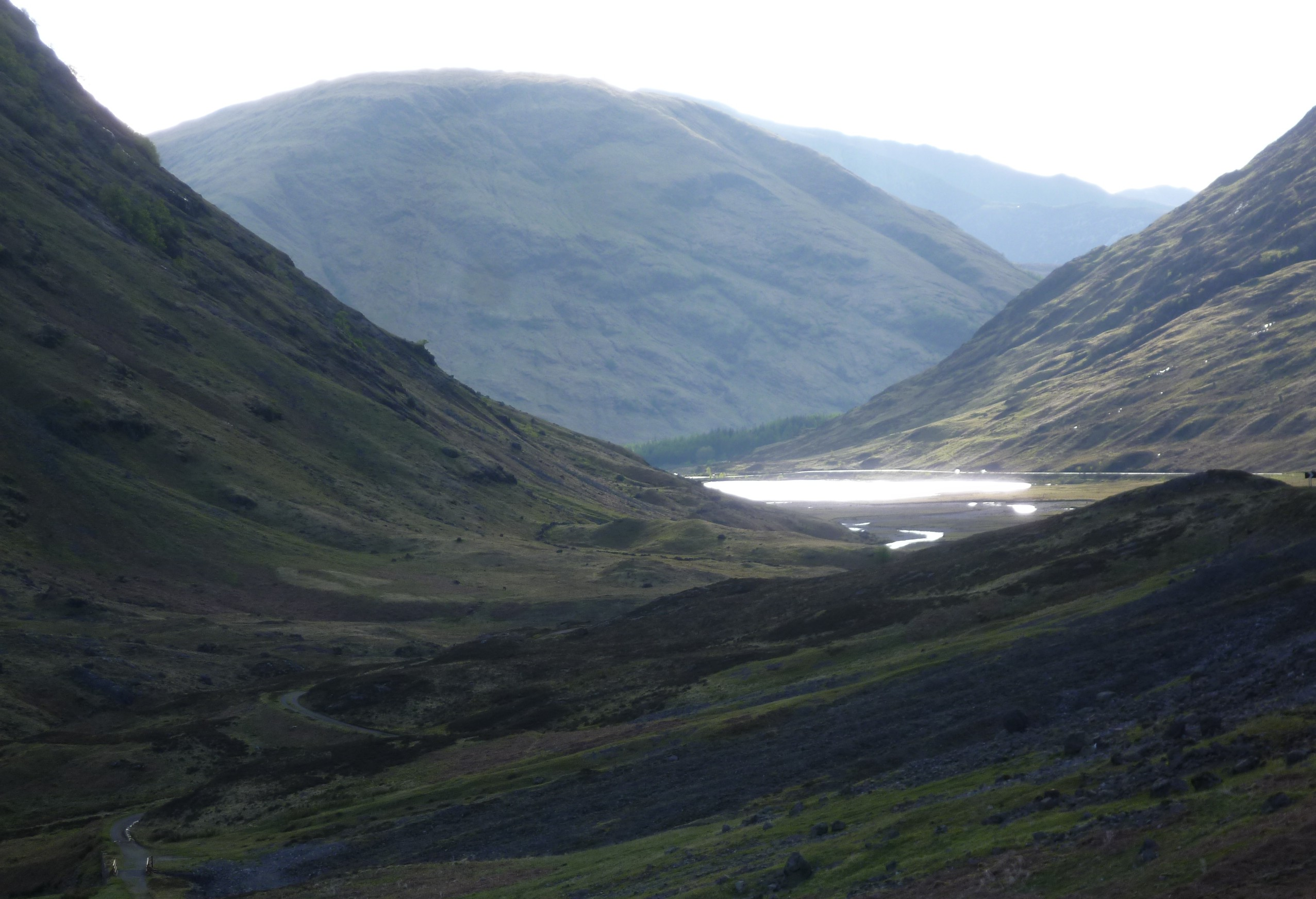
El valle de Glen Coe.

Glen Coe (en gaélico escocés: Gleann Comhann) es un valle de las Tierras Altas de Escocia. Se encuentra en la zona sur de Lochaber, y anteriormente formaba parte del condado de Argyll. A menudo se considera que es uno de los lugares más espectaculares y hermosos de Escocia y es parte del Área Escénica Nacional de Ben Nevis y Glen Coe. El estrecho valle se aparece espectacular al acercarse desde el este por la carretera principal, la A82. Está rodeado de empinadas montañas. Más al oeste de Invercoe, el paisaje muestra una belleza menos abrupta junto a la entrada principal del valle. El núcleo de población más importante es la población de Glencoe.
Se dice a menudo que el nombre Glen Coe significa "Valle del Llanto", quizá como referencia a la histórica Masacre de Glencoe acaecida en 1692. Sin embargo, 'Gleann Comhann' no se traduce como 'Glen del Llanto'. De hecho, el Glen lleva el nombre del río Coe, que lo atraviesa y que llevaba este nombre antes de los hechos de 1692. Se cree que el propio nombre del río es anterior a la lengua gaélica y que su significado es desconocido. Una posibilidad es que fuera el nombre de una tribu que habitara la zona, aunque es una conjetura. También se ha sugerido que provenga del nombre de un individuo, Chomain o Comhan.

## Geografía

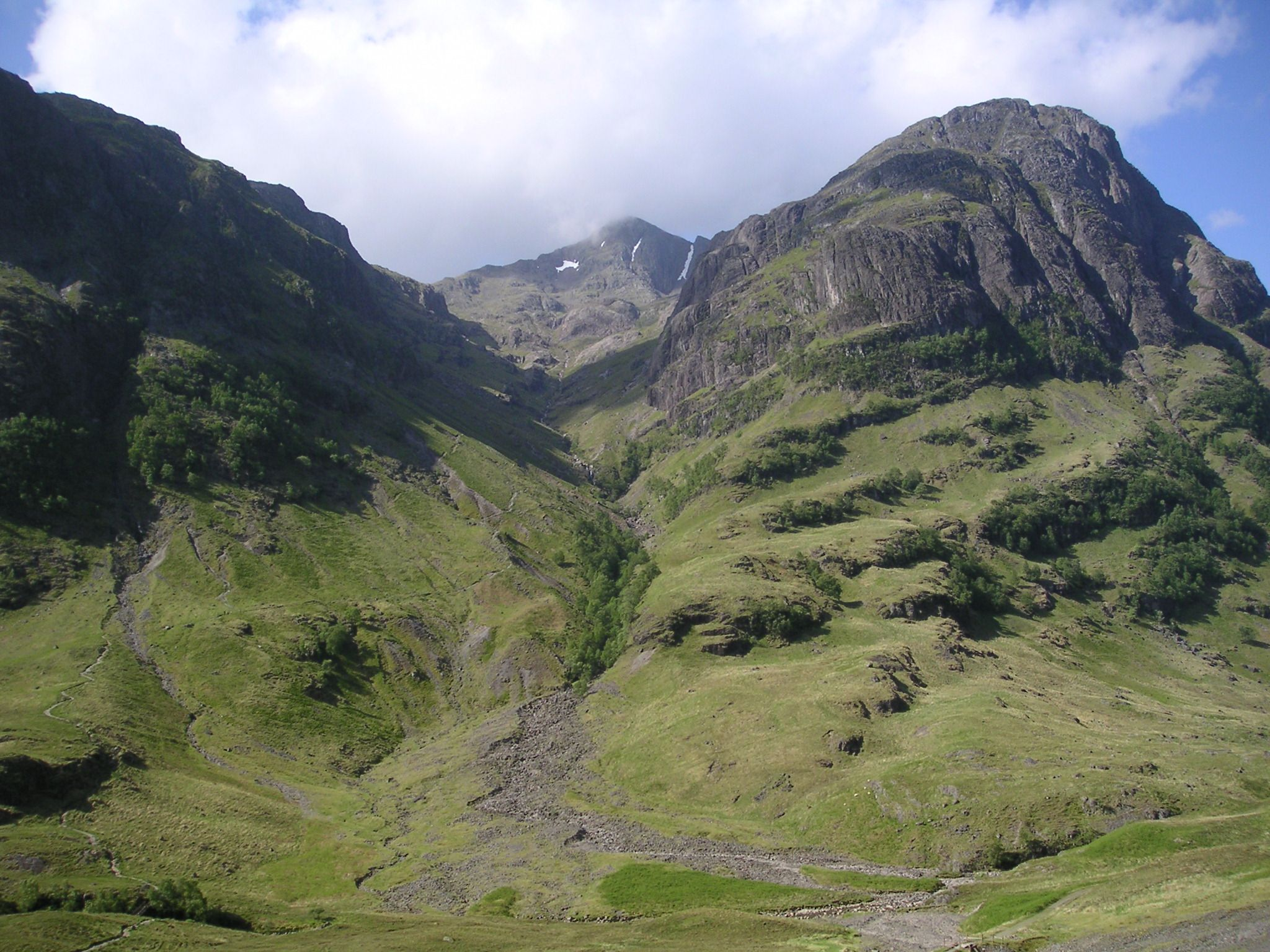
Coire nan Lochan, en el lado sur de Glen Coe.

El valle tiene forma de U, formada por un glaciar, su longitud es de 16 km siendo el lecho del valle de menos de 700 m de anchura, estrechándose notablemente en el Paso de Glen Coe.
La entrada al glen desde arriba se encuentra en Rannoch Moor, al oeste, bajo la montaña de Meall a' Bhuiridh; El Glen Etive va hacia el sur desde las cercanías. La entrada a Glen Coe la marca Buachaille Etive Mor, "el gran pastor de Etive" en el punto de unión con Glen Etive. Glen Coe se extiende en dirección oeste por unos 12 km (7.5 miles) antes de girar al noroeste hacia Loch Leven. 
En el lado sur del glen se encuentran diferente spicos: Buachaille Etive Mor seguido hacia el oeste por Buachaille Etive Beag, y después por las Three Sisters, que forman parte del macizo de Bidean nam Bian que marca el extremo occidental del valle. En contraste, el lado norte del lago es una montaña imponente que forma un muro, llamada Aonach Eagach a la que en extremo oriental la atraviesa "la Escalera del Diablo", una antigua ruta militar frente a Buachaille Etive Mor. El extremo occidental termina en Pap of Glencoe sobre el cual se encuentra el poblado de Glencoe, en el punto en el que el Glen Coe se abre hacia el Loch Leven. 
El propio río Coe — el "oscuro Cona" de Ossian" — mana en la base nororiental de Buachaille Etive Beag y fluye hacia el oeste a lo largo del valle, formando espectaculares cascadas en el Paso de Glen Coe. Después atraviesa el pequeño Loch Achtriochtan antes de girar hacia el noroeste. Atraviesa también la población de Glencoe poco antes de desembocar en Loch Leven un brazo de agua salada de Loch Linnhe en Invercoe. En el valle al oeste de Buachaille Etive Beag, el río Coupall transcurre al norte del glen, pero gira al este rodeando Buachaille Etive Mor para unirse al río Etive en dirección sur.
Geológicamente hablando, el Glen Coe son los restos de un antiguo supervolcán que entró en erupción con una magnitud de 8 según el índice de explosividad volcánica. Esto ocurrió hace unos 420 millones de años, durante el periodo Silúrico, y el volcán se ha extinguido desde entonces.

## Propiedad

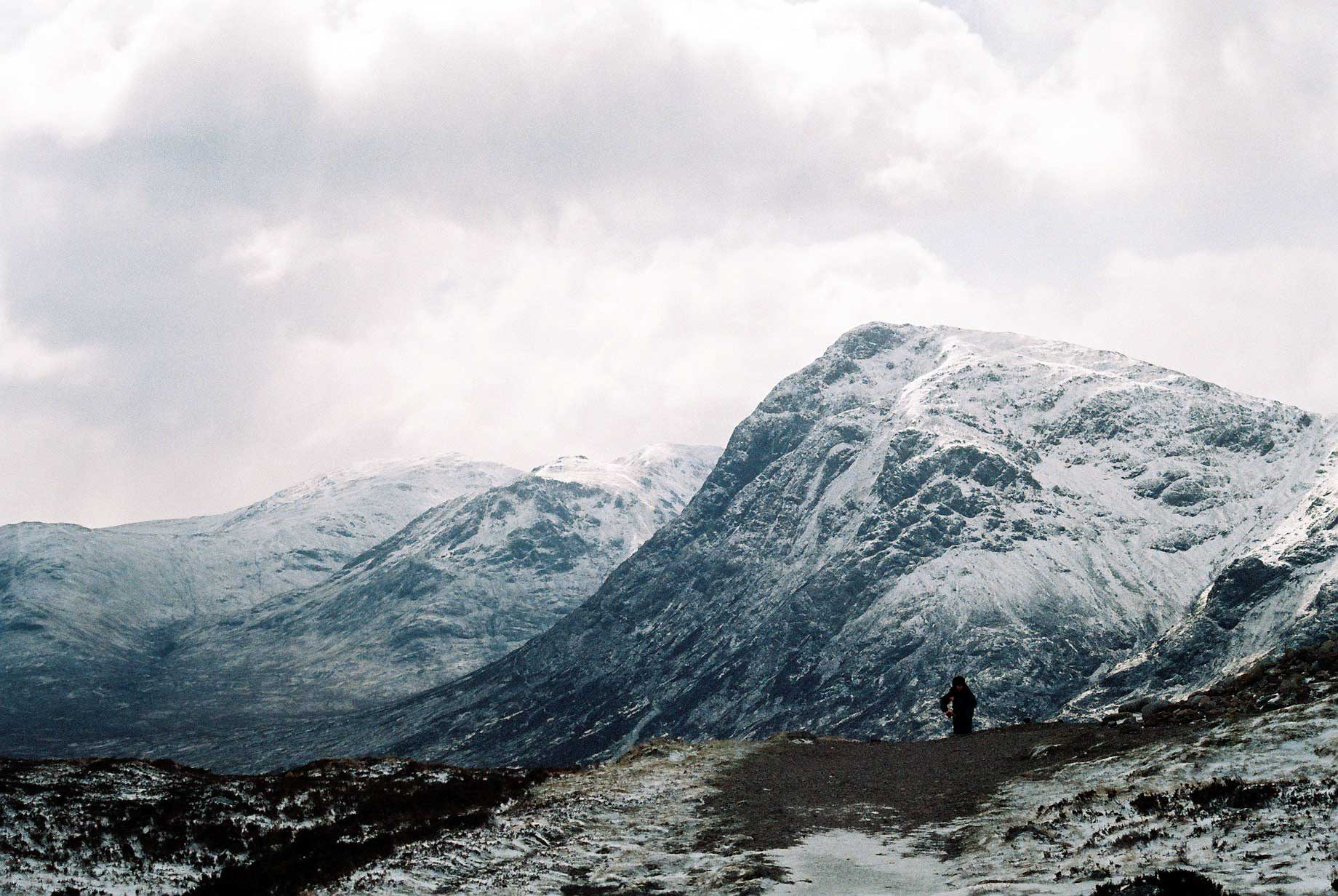
Vista desde la cumbre de Aonach Eagach, la Escalera del Diablo hacia el sur.

Glen Coe formaba parte de las tierras del Clan Donald, aunque desde el final de la estructura de clanes, fueron vendiendo progresivamente sus fincas. 
La mayor parte del valle pertenece al National Trust for Scotland, cuyo centro de interpretación ofrece información sobre la riqueza natural y el significado histórico del glen. El montañero y filántropo Percy Unna compró las tierras y las entregó a la institución con la condición de que mantuviera su estado natural. La construcción del centro para visitantes, originó cierta controversia, ya que hubo quien entendió que esto contravenía las normas de Unna. El primer centro fue clausurado y se construyó uno nuevo. 
La última zona de Glen Coe que perteneció a los MacDonalds fue el área que se encuentra alrededor de Invercoe. En 1894 Donald Alexander Smith, primer Barón de Strathcona y Mount Royal, adquirió esta zona y construyó una mansión señorial, Mount Royal. En 2002 Alistair MacDonald de Glencoe adquirió los terrenos restantes de Lord Strathcona a sus descendientes y estableció la fundación Glencoe Heritage Trust, para asegurar el legado de Glen Coe.